# Маса (їжа)
Маса (ісп. masa) фактично означає тісто, проте в Мексиці та Центральній Америці посилається на кукурудзяне тісто (тобто є скороченням від ісп. masa de maíz). Це тісто використовується для приготування тортилья, тамале, пупуса, арепас та інших страв латиноамериканської кухні.

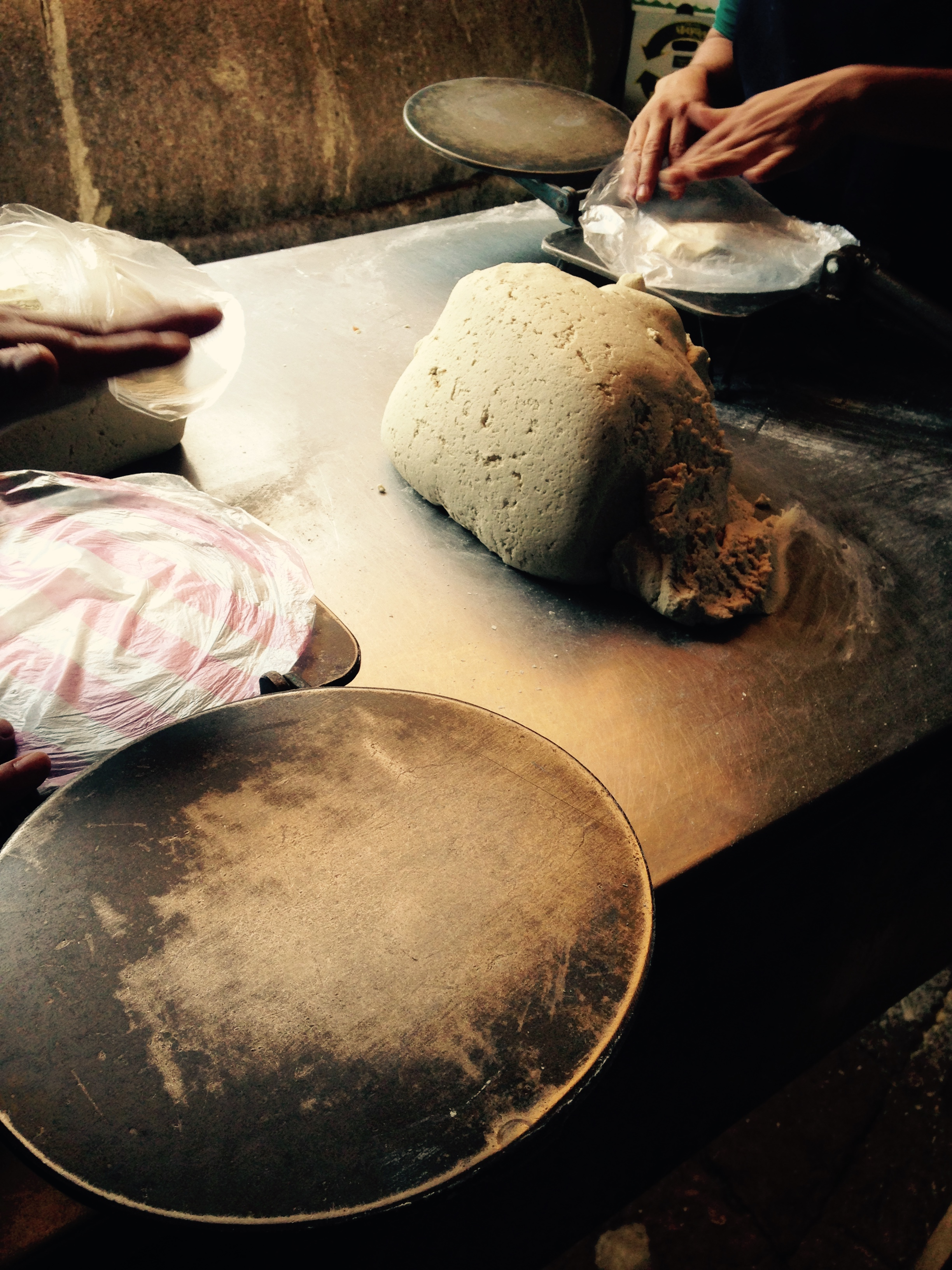
Маса для тортильї

Часто маса зберігається у висушеному вигляді, у такому випадку вона називається masa de harina, і при приготуванні страв розводиться водою.
Зазвичай при виготовленні маси кукурудза проходить процес нікстамалізації, тобто виварювання в лужній вапняковій воді, в результаті чого отримується ніштамалізована маса (masa nixtamalera). Вона краща за звичайну масу харчовою цінністю через те, що нікстамалізація до кукурудзи додається кальцій, а ніацін стає доступним для травлення.
У центральноамериканській та мексиканській кухні нікстамалізована маса готується у воді з додаванням молока, утворюючи густий напій атоле. Часто він готується з додаванням шоколаду і цукру (atole de chocolate). Також до напою часто додається аніс і пілонсільйо, в результаті отримується чампурадо, популярний напій до сніданку.